# Очеретянка південна

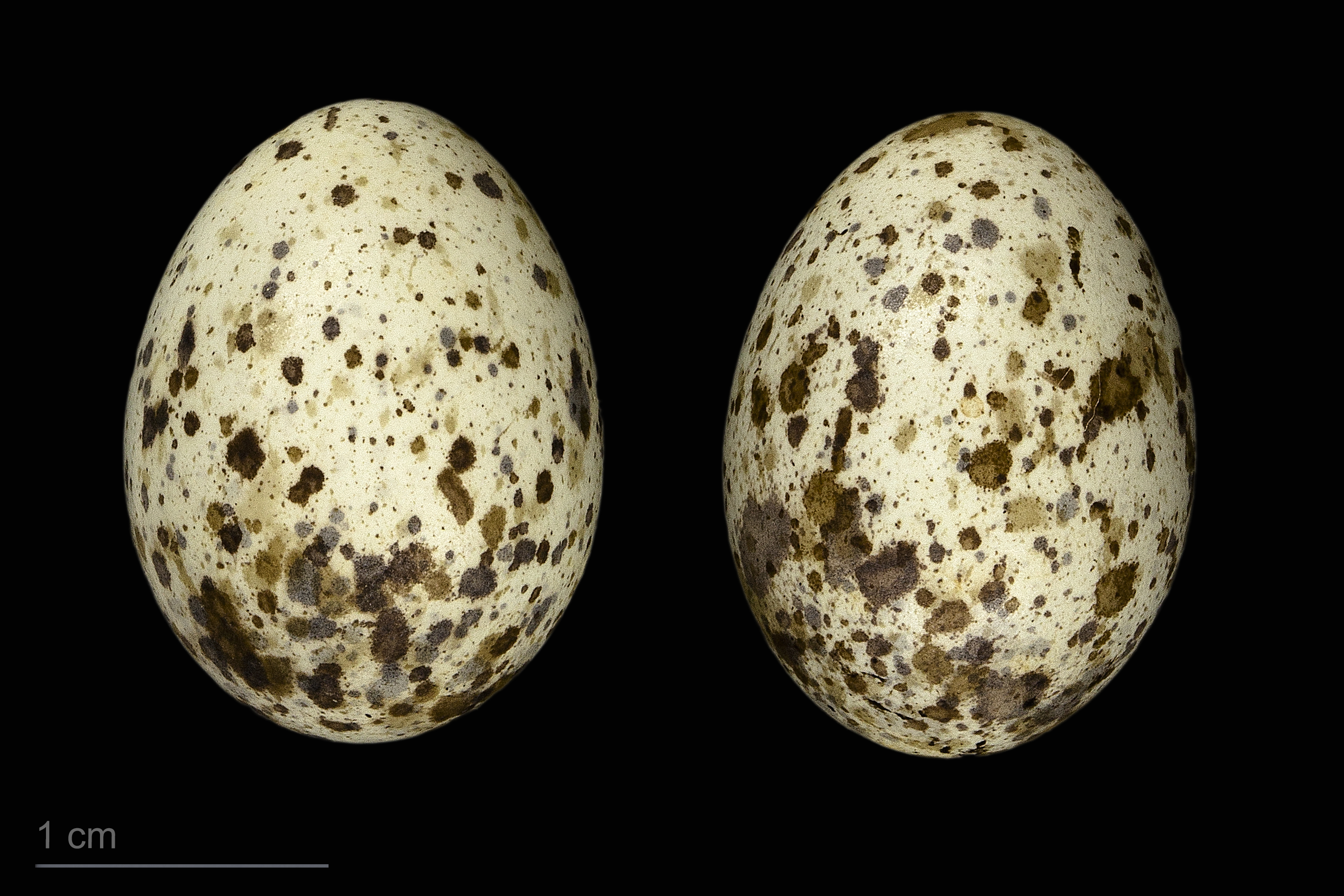
яйце Acrocephalus stentoreus stentoreus - Тулузький музей

Очеретянка південна (Acrocephalus stentoreus) — вид співочих птахів з родини очеретянкових (Acrocephalidae).

## Поширення
Гніздиться від Єгипту на схід через Пакистан, Афганістан та Індію до південного Китаю, Південно-Східної Азії та на південь до Австралії. Більшість популяцій веде осілий спосіб життя, але птахи, що гніздяться в Пакистані, Афганістані та Північній Індії, є перелітними і зимують на півдні Індії та у Шрі-Ланці.

## Опис
Досить велика очеретянка розміром із співочого дрозда, завдовжки 18–20 см, вагою 23–24 г. ВОна має коричневу спину без плям і білуватий низ. Лоб сплощений, а дзьоб сильний і загострений. Статі однакові. Дуже схожий на велику очеретянку, але у цього виду більш насичене забарвлення низу.

## Спосіб життя
Трапляється у заростях очерету. Раціон складається з комах та дрібних жаб. Кошикоподібне гніздо розташовує на стеблах очерету. У кладці 3-6 яєць.

## Підвиди
Зафіксовано дев'ять підвидів:
- A. s. stentoreus (Hemprich & Ehrenberg, 1833) — Єгипет.
- A. s. levantinus Roselaar, 1994 — Ізраїль, Йорданія, Сирія та північний захід Аравійського півострова.
- A. s. brunnescens (Jerdon, 1839) — навколо Червоного моря до Казахстану та північної Індії.
- A. s. amyae Stuart Baker, 1922 — Північно-Східна Індія, М'янма , Таїланд і Південний Китай.
- A. s. meridionalis (Legge, 1875)  — Південна Індія і Шрі-Ланка.
- A. s. siebersi Salomonsen, 1928 — західна Ява
- A. s. lentecaptus E. J. O. Hartert, 1924 — Борнео, центральна та східна Ява, захід Малих Зондських островів
- A. s. harterti Salomonsen, 1928 — Філіппіни
- A. s. celebensis Heinroth, 1903  — Сулавесі

Підвид sumbae E. J. O. Hartert, 1924 тепер вважається підвидом очеретянки австралійської (A. australis). Інший систематичний підхід, який використовує, наприклад, МСОП, також визнає підвиди з Індонезії та Філіппін (siebersi, harterti, celebensis і lentecaptus) як підвиди австралійської очеретянки.